# Nicolaas van Münsterberg
Nicolaas van Münsterberg bijgenaamd de Korte (circa 1322/1327 - 23 april 1358) was van 1341 tot aan zijn dood hertog van Münsterberg. Hij behoorde tot de Silezische tak van het huis Piasten.

## Levensloop
Nicolaas was de enige zoon van hertog Bolko II van Münsterberg en Judith van Savoye, dochter van Lodewijk II van Savoye, hertog van Vaud.
Na de dood van zijn vader erfde hij in 1341 het hertogdom Münsterberg. Omdat dit hertogdom onder het leenheerschap van het koninkrijk Bohemen stond, moest hij op 24 augustus 1341 in Praag een eed van trouw afleggen aan koning Jan de Blinde van Bohemen en diens zoon Karel, de markgraaf van Moravië. 
Op 14 augustus 1343 verkocht hij de stad Zobten aan hertog Bolko II van Schweidnitz. Dit kwam omdat hij torenhoge schulden had geërfd van zijn vader en hij hierdoor grote landerijen moest doorverkopen of verpanden. Het Boheemse koningshuis wilde dit echter niet en daarom moest Nicolaas op 14 oktober 1343 beloven dat hij het hertogdom Münsterberg nooit zou verkopen of verpanden. In het geval dat Nicolaas hiertoe gedwongen zou worden, moest hij het doorverkopen aan het koninkrijk Bohemen. Zijn gebieden zouden ook in handen komen van het koninkrijk Bohemen indien hij zonder mannelijke nakomelingen zou sterven.
Tijdens zijn heerschappij gaf Nicolaas in 1344 aan de stad Münsterberg het recht om rovers en struikrovers te vervolgen. In 1346 kreeg de stad eveneens het recht om een oppergerecht te vormen en in 1348 kreeg de stad de rechtsbevoegdheid over de Joden.
In 1355 begeleidde Nicolaas koning Karel IV van Bohemen naar Rome, waar die tot keizer van het Heilige Roomse Rijk gekroond werd. Aansluitend verbleef hij enige tijd in Praag en keerde hij pas in 1356 terug naar Münsterberg. In 1357/1358 ondernam hij vervolgens een bedevaart naar het Heilige Land. Tijdens de terugreis overleed Nicolaas op 23 april 1358 in Hongarije. Zijn lichaam werd daarop naar Münsterberg gevoerd en bijgezet in het klooster van Heinrichau.

## Huwelijk en nakomelingen
Rond het jaar 1343 huwde Nicolaas met Agnes van Lichtenburg (overleden in 1370), dochter van de Boheemse magnaat Hendrik Schleb van Lichtenburg. Ze kregen volgende kinderen:
- Ludmila (circa 1344 - circa 1372), huwde in 1360 met hertog Ziemovit III van Mazovië.
- Bolko III (circa 1348 - 1410), hertog van Münsterberg
- Hendrik I (circa 1350 - na 1366), kanunnik in Breslau
- Agnes (circa 1351/1353 - 1434), abdis in de abdij van Strzelin
- Judith (circa 1354 - 1413), abdis in de abdij van Breslau
- Catharina (circa 1355/1358 - circa 1396), zuster in de abdij van Strzelin